# Zeuxipo
En la mitología griega, Zeuxipo (griego antiguo: Ζεύξιππος) era hijo de Apolo y de la ninfa Silis, hija de Hilo e Iole. Sucedió a Festo como rey de Sición. Fue sucedido por Hipólito.

## Mitología
Zeuxipo aparece en los escritos de Pausanias:
Después de que Festo se trasladó en virtud de un oráculo a Creta se dice que fue rey Zeuxipo, hijo de Apolo y de la ninfa Hílide. Al morir Zeuxipo, Agamenón condujo un ejército contra Sición y el rey Hipólito, hijo de Rópalo, hijo de Festo. Por temor al ejército atacante, Hipólito consintió en ser súbdito de Agamenón y de los micénicos.